# ヘルファイヤー
- 立沢直也による日本の漫画作品。
- 落ち物パズルゲーム『ぷよぷよ』での積み方の名前。へるふぁいやー（魔法）。 2連鎖目をマルチにして、相手に発火する時間を与えないようにする。
- 東亜プランが制作したシューティングゲーム。本稿で解説する。

『ヘルファイアー』 (HELLFIRE) は、東亜プラン初の横スクロールシューティングゲーム。1989年にアーケードゲームとして稼働された。

## 概要
『TATSUJIN』（1988年）に引き続き、SFを題材にしたシューティングゲームである。他の横スクロールシューティングゲームと同様に各面で違った舞台が展開され、東亜プランならではのグラフィックやサウンドが独特の世界観を表現している。横スクロールにしたのは家庭用ゲーム機への移植を意識したためだと開発者がインタビューで答えている。
パズルのような敵の配置が特徴的で、ショットの方向を切り替えて敵のいる方向に合わせて撃つことにより、攻略できるようになっている。
雑魚敵が硬いのが本作を難しくしている一因で、一度やられると立て直しが難しい。
バージョンは国内版として1人交互プレイ(1P版)と2人同時プレイ可能(2P版)の2種類があり、出荷の大半は2P版となっていた。ミス後の仕様は前者は戻り復活なのに対し、後者は単独でもその場で復活するため難易度は前者より比較的低めである。なお難易度のバランス調整は1人交互プレイが基準になっている。
上村建也が作曲したBGMは人気があり、2015年には彼のバンド「U-Brand」による「HELLFIRE2015」と題した演奏PVが、YouTubeで公開されている。

## ゲーム内容

### システム
8方向レバーと2ボタンで自機「ヘルファイアー」を操作する。ショットボタンで、敵や特定の地形を撃つ。もう1つのボタンでショットの撃つ方向をプレイ中好きな時に4通り選べる。下記()内の色はレーザー時のもの。
前方（右）のみ（赤）→後方（左）のみ（黄）→上下2方向（緑）→斜め4方向（青）→前方のみ…
とボタンを押すごとに変わる。

### アイテム
特定の敵や地形などを破壊すると出現し、取得すると下記のような効果が得られる。
P
ショットがパワーアップする。ショット（初期状態）→ミサイル→レーザーの順に変化する。レーザーは長い単発で攻撃力が高く、耐久力の低い敵を貫通する（前方と後方のみ2連射できる）。
S
自機の移動がスピードアップする。4個で最高速になる。
B
ボーナス得点。
1UP
残機が1増える。

## ストーリー
ギルド帝国に占領された6つの惑星を奪回すべく、空母シルフィードで出動したキャプテン・ランサーはスペースバトルマシン“ヘル・ファイアー”を発進させた。ついに戦いは始まった。

## 移植版
| No. | タイトル                                | 発売日                             | 対応機種                                                    | 開発元        | 発売元                                   | メディア                                | 型式                  | 売上本数 | 備考                                                          |
| --- | --------------------------------------- | ---------------------------------- | ----------------------------------------------------------- | ------------- | ---------------------------------------- | --------------------------------------- | --------------------- | -------- | ------------------------------------------------------------- |
| 1   | ヘルファイアー                          | 1990年9月28日 1990年11月 1992年5月 | メガドライブ                                                | 東亜プラン    | メサイヤ Seismic Software セガ           | 4メガビットロムカセット                 | T-25073 35036 1137-50 | -        |                                                               |
| 2   | ヘルファイアーS THE ANOTHER STORY       | 1991年4月12日                      | PCエンジンCD-ROM²                                           | 東亜プラン    | NECアベニュー                            | CD-ROM                                  | NAPR-1017             | -        |                                                               |
| 3   | Hellfire                                | 2022年10月27日                     | SEGA Genesis Mini 2                                         | エムツー      | セガ                                     | プリインストール                        | MK-16310              | -        | メガドライブ版の移植                                          |
| 4   | ゼロファイアー                          | 2023年7月20日                      | Nintendo Switch PlayStation 4                               | エムツー      | エムツー                                 | ゲームカード BD-ROM ダウンロード        |                       | -        | アーケード版、メガドライブ版、CD-ROM²版の移植                 |
| 5   | Hellfire                                | INT 2023年8月24日                  | Windows                                                     | Bitwave Games | Bitwave Games                            | ダウンロード （Steam、GOG.com）         | 2237190               | -        | アーケード版の移植                                            |
| 6   | Amusement Arcade TOAPLAN                | INT 2024年11月16日                 | iOS Android                                                 | TATSUJIN      | TATSUJIN                                 | ダウンロード （App Store、Google Play） | -                     | -        | アーケード版の移植 東亜プラン制作のゲーム25本をカップリング。 |
| 7   | 東亜プラン アーケードコレクション VOL 2 | INT 2025年8月28日                  | Nintendo Switch PlayStation 4 PlayStation 5 Xbox Series X/S | Bitwave Games | シティコネクション INT Clear River Games | ダウンロード                            | -                     | -        | アーケード版の移植                                            |

### メガドライブ版
1人プレイ専用。ボムと同じ用途の横に長いビーム「ハイパーカノン」や敵の攻撃を1回だけ防ぐ「シールド」、敵に体当たりしたり敵弾を防御したりして自機をサポートする「オプション」が追加されるなど、遊びやすくアレンジされている。一部の敵と背景のグラフィック、敵の攻撃方法などがアーケード版から変更されている。メガドライブ2で起動させると、BGMが極端に遅くなる不具合がある。

### PCエンジンCD-ROM²版『ヘルファイアーS』
2人同時プレイが可能。BGMはアレンジ曲がCD-DAで再生され、アーケード版やメガドライブ版には無かったボス戦の曲が追加されている。また、北爪宏幸キャラクターデザイン、アートミック制作のアニメ調のビジュアルシーンがソフトの起動後やゲームスタートのオープニング、ゲームのステージクリアの後に流れる。声優によるボイスもあり、ヒロイン2人の声はそれぞれ冬馬由美と原えりこが担当。ゲームの変更として敵の攻撃や地形の衝突を2回防ぐことができる「シールド」が追加されている。タイトル画面に“THE ANOTHER STORY”とあるとおり、アーケード版やメガドライブ版とは別の設定、ストーリーで展開される。

## スタッフ
メガドライブ版
- ディレクター：鈴木力（NSC）、神宮孝行（NSC）、太田俊昭（東亜プラン）
- プログラマー：上村建也、H.MATSUMURA
- デザイナー：中岡慎太郎、岩渕孝悦、田高祐子
- サウンド・クリエイター：上村建也、弓削雅稔
- スペシャル・サンクス：ZERO ONE、PONCE 90K、RAM CHAN、JIORAMA KUN、ひらつかさおり、M.MURAI、KICHI NANPEI、KANSAI BOY、OTSUKA HEN

PCエンジン版
- プログラム：工藤まさあき
- エグゼクティブ・プロデューサー：崎尾誠
- プロデューサー：多部田俊雄
- ディレクト：太田俊昭、山口雅司、荒牧伸志、松田浩二
- セル・アニメーション：アートミック
- 「東郷かおる」・「時津ユウ」デザイン：北爪宏幸
- グラフィック：かしむらかなこ、YAX TAKAHARA（高原保法）、高井浩、仲田賢一、坪倉健一
- コンピュータ・アニメーション：多部田俊雄
- ミュージック・アレンジ：T's MUSIC
- サウンド：さわいひろじ、川崎康宏
- サウンド・エフェクト：斉藤明宏
- アシスト：まきののりたか、めすだひでき、山下賢一、鈴木富美子
- スペシャル・サンクス：とうゆきひろ、室星薫、MASAS.（清水真佐志）、おおなりひさこ
- キャラクター・ボイス
  - 東郷かおる：冬馬由美
  - 時津ユウ：原えりこ
  - 東郷（父）：戸谷公次
  - アキモト（司令官）：池田秀一

## 評価
メガドライブ版
ゲーム誌『ファミコン通信』のクロスレビューでは合計29点（満40点）、『メガドライブFAN』の読者投票による「ゲーム通信簿」での評価は以下の通りとなっており、18.26点（満30点）となっている。
| 項目 | キャラクタ | 音楽 | 操作性 | 熱中度 | お買得度 | オリジナリティ | 総合  |
| 得点 | 2.84       | 3.02 | 3.14   | 3.20   | 2.86     | 3.20           | 18.26 |
PCエンジンCD-ROM²版
ゲーム誌『ファミコン通信』のクロスレビューでは合計で24点（満40点）、『月刊PCエンジン』では85・95・75・80・85の平均84点（満100点）、『マル勝PCエンジン』では8・8・8・8の合計32点（満40点）、『PC Engine FAN』の読者投票による「ゲーム通信簿」での評価は以下の通りとなっており、23.23点（満30点）となっている。また、この得点はPCエンジン全ソフトの中で76位（485本中、1993年時点）となっている。
| 項目 | キャラクタ | 音楽 | 操作性 | 熱中度 | お買得度 | オリジナリティ | 総合  |
| 得点 | 4.11       | 4.09 | 3.75   | 3.78   | 3.70     | 3.79           | 23.23 |